# Марьевка (Кузнецкий район)
Ма́рьевка — село в Кузнецком районе Пензенской области. Входит в состав Тарлаковского сельсовета.

## География
Село расположено в восточной части Пензенской области, на расстоянии примерно 19 км (по прямой) к северо-западу от Кузнецка, административного центра района.
Часовой пояс
Село Марьевка как и вся Пензенская область, находится в часовой зоне МСК (московское время). Смещение применяемого времени относительно UTC составляет +3:00.

## Население
| 1859 | 1911 | 1926 | 1930 | 1939 | 1959 | 1979 |
| ---- | ---- | ---- | ---- | ---- | ---- | ---- |
| 194  | ↗345 | ↗436 | ↗478 | ↘380 | ↘280 | ↘183 |
| 1989 | 1996 | 2002 | 2010 |      |      |      |
| ↗193 | ↘187 | ↗201 | ↗249 |      |      |      |

Национальный состав
Согласно результатам переписи 2002 года, в национальной структуре населения татары составляли 74 % из 201 чел.